# Oradour-sur-Vayres
Oradour-sur-Vayres é uma comuna francesa na região administrativa da Nova Aquitânia, no departamento de Alto Vienne. Estende-se por uma área de 39,09 km². Em 2010 a comuna tinha 1 510 habitantes (densidade: 38,6 hab./km²).